# Hedda Gabler (toneelstuk)

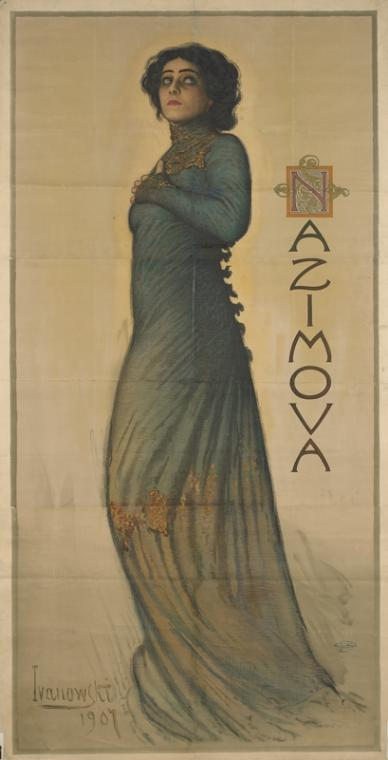
Poster van Alla Nazimova als Hedda Gabler
(1907), Sigismund Ivanowski

Hedda Gabler is een beroemd toneelstuk van de Noorse toneelschrijver Henrik Ibsen uit 1890.

## Inhoud

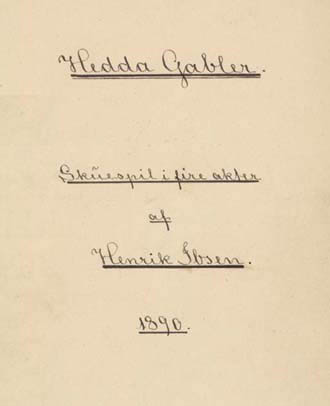
Titelpagina manuscript Hedda Gabler, 1890

Hedda Gabler gaat over generaalsdochter Hedda Gabler die getrouwd is met de saaie, brave historicus Jørgen Tesman. Van liefde is nauwelijks sprake. Op een dag duikt Ejlert Løvborg op. Hij was vroeger verliefd op Hedda maar moest vanwege zijn losbandig gedrag het land verlaten. Hedda realiseert zich wat zij mist en is jaloers op Thea, de nieuwe vriendin van Ejlert. Thea brengt haar oog in oog met haar eigen onmacht en geestelijke armoe. Daardoor ontstaat haar drang om eenmaal in haar leven macht te hebben over het lot van een mens. Uiteindelijk drijft Hedda Løvborg naar zijn ondergang: Løvborg is een voormalige alcoholist, die tezamen met Thea een baanbrekend boek aan het schrijven is; hij heeft het potentieel om Hedda’s man Jørgen als academicus te overtroeven. Hedda moedigt hem echter aan om opnieuw alcohol te drinken, en tijdens een wilde braspartij waarin Løvborg, Tesman en de rechter Brack een bordeel bezoeken, raakt Løvborg het manuscript van zijn boek kwijt: dat was het enige doel waarvoor hij nog leefde.
’s Anderendaags blijkt dat Tesman het manuscript in de goot heeft gevonden. Hij geeft het in verzekerde bewaring aan Hedda, maar zij verbrandt het om wraak te nemen op Løvborg. Wanneer die ten huize Hedda arriveert, is hij ten einde raad. Hij verbreekt zijn relatie met Thea, en Hedda doet hem als aandenken een pistool cadeau.
Løvborg heeft klaarblijkelijk zelfmoord gepleegd; zonder zijn literaire meesterwerk had zijn leven geen zin meer. Tesman is aanvankelijk opgetogen dat zijn rivaal uit de weg geruimd is, maar hij vindt het tevens verschrikkelijk dat een dergelijk briljant boek vernietigd is. Hij besluit het boek opnieuw samen te stellen met Thea, die een heleboel aantekeningen van haar gesprekken met Løvborg heeft bewaard. De verhouding tussen Tesman en Thea begint snel op een affaire te lijken.
Rechter Brack krijgt argwaan; hij weet dat het pistool dat Løvborg gedood heeft, eigendom van Hedda is. Løvborg is in werkelijkheid niet door zelfdoding omgekomen: de madam van het bordeel dat hij frequenteerde, heeft hem doodgeschoten. Brack chanteert Hedda door te beloven dat hij zal zwijgen zolang ze hem haar seksuele gunsten verleent: ze is in zijn macht. Dat kan ze niet verdragen. Hedda pleegt zelfmoord.

## Thematiek

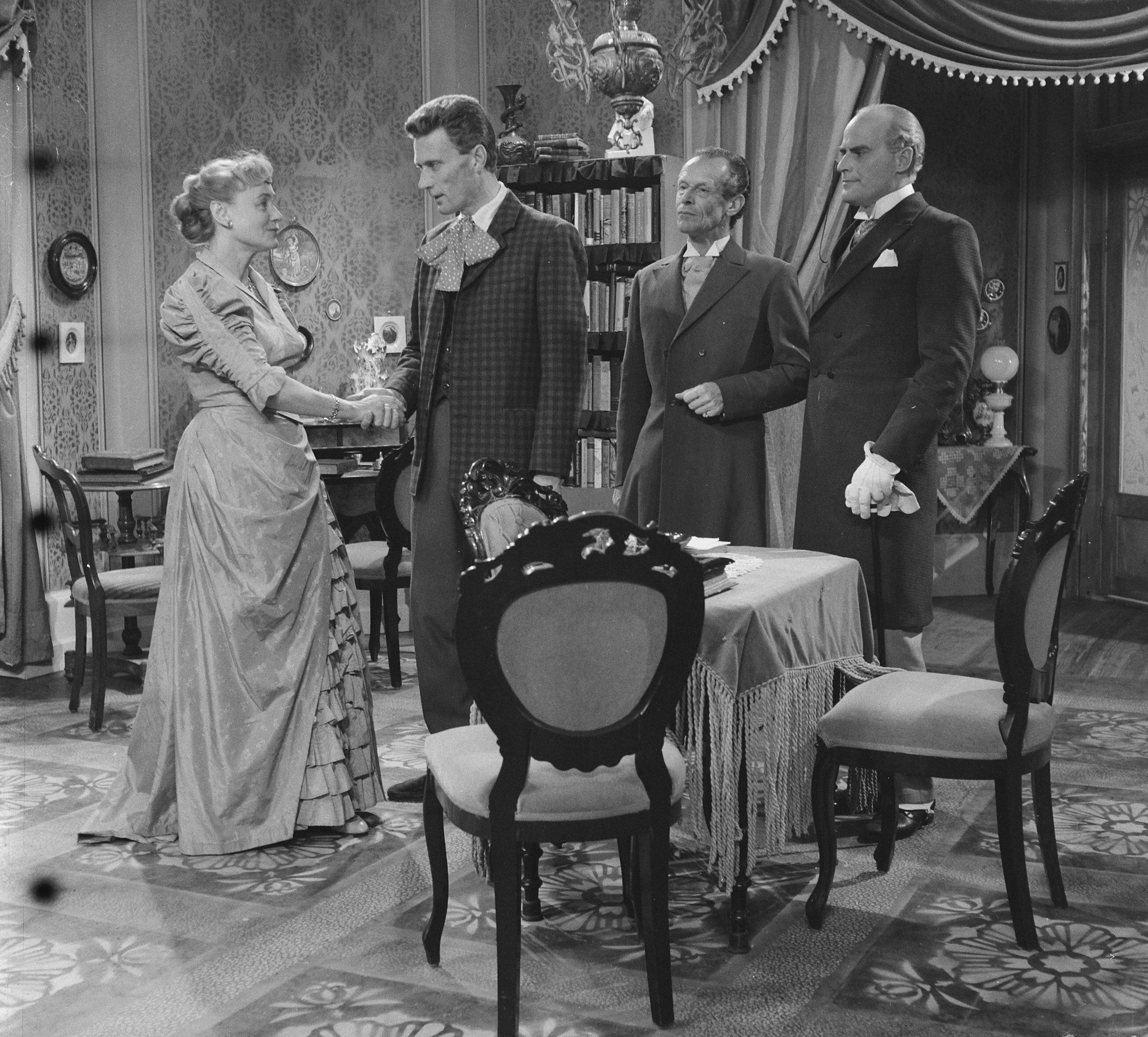
Nederlandse tv-uitvoering van Hedda Gabler (1959)

Hedda Gabler is een toneelstuk over onmacht en zinloosheid. Het ontbreekt Hedda aan een levensdoel; ze twijfelt over het leven. Ze vermoedt dat er op aarde wel mogelijkheden tot geluk bestaan, maar zij kan ze niet herkennen. ‘Het ontbreekt haar aan een levensdoel - en dat kwelt haar.’ was een van Ibsens aantekeningen bij het stuk. Ook schreef hij: ‘Het leven is niet treurig - het is belachelijk - en dat is onverdraaglijk".
Hedda Gabler valt onder de psychologische en symbolische drama’s van Ibsen. Het stuk werd en wordt nog steeds over de gehele wereld talloze keren gespeeld.
Hedda Gabler is door Helen Cooper bewerkt en door BBC Radio 3 uitgezonden.
In 1963 speelde Ingrid Bergman Hedda Gabler in een BBC-televisie-productie. Daarin speelden Michael Redgrave de rol van Hedda's echtgenoot Michael, en Trevor Howard de rol van Eljert Løvborg. De Belgische regisseur Ivo van Hove bracht in 2017 een 21ste-eeuwse versie op de planken in het Royal National Theatre, met in de hoofdrol Ruth Wilson. Deze nieuwe Engelse vertaling verplaatst de handeling naar een moderne loft.